# Den gregorianske reform
Den gregorianske reform kaldes den kirkereform, som i slutningen af 1000-tallet sattes i gang af pave Gregor VII (1073-85), og som et åndeligt centrum havde klosteret i Cluny.
Målet var at styre kirken væk fra det verdslige herredømme , den var underlagt. Verdslig indgriben var en syndig indflydelse. Der indførtes cølibat for gejstlige samt forbud mod simoni: handel med åndelige værdier. Den gregorianske reformation styrkede pavemagten, men skabte distance til lægfolket. 
Investiturstriden begyndte under kejser Henrik 4. fra 1056 til 1106 i Tyskland) og samtidigt med Gregor 7., der var pave fra 1073 til 1085. Der var tale om en magtkamp om retten til at besætte vigtige kirkelige embeder. Gregor 7. mente, at paven skulle kunne afsætte herskere og have ret til at udnævne biskopper, som ofte var store lensbesiddere), mens kejser Henrik 4. mente, at det var fyrster, der havde retten til at udnævne biskopperne. Henrik nægtede at lade sig kommandere af paven og fortsatte med at udnævne, som han plejede.
I 1076 løste Gregor 7. de tyske lensmænd fra deres troskabsed til Henrik 4. for at skabe splid og lægge pres på kejseren. En del hertuger gjorde oprør mod kejseren, som ikke kunne modstå presset og først i 1077 måtte gå til Canossa og søge forsoning med paven, der lod ham stå barfodet ude i sneen i tre dage, inden han hævede bandlysningen.
Henrik 4.s tur til Canossa virkede ikke længe, da de oppositionelle hertuger udråbte en modkonge med pave Gregor 7.s støtte. Henrik 4. udnævnte så modpaver, så der i flere år var flere paver ad gangen. Henrik 4. fik overtaget i 1084 og fordrev Gregor 7. fra Rom. Selv efter at Henrik 5. havde afløst sin far på tronen, fortsatte striden, der i 1122 endeligt forsøgtes løst med Wormskonkordatet. Biskopper blev valgt under overværelse af kejseren, der dog havde kontrol med selve udpegelsen. De skulle stadig gøre homagium for deres lensjord og privilegier. Den åndelige udnævnelse var kirkelig. Investiturstridighederne sluttede endeligt ved middelalderens slutning med  en vis konsensus. Når investiturstriden fik så stort et omfang, skyldtes det ikke så meget, at Henrik d. 4. og Gregor d. 7. var stædige personligheder, men at det drejede sig om rollen som den kristne verdens legitime overhoved 10
Kejseren var bange for at miste sin værdighed og sine beføjelser i forhold til paven. Gregor d. 7.s synspunkt byggede på forgængeren pave Gelasius, som i 494 fremsatte en doktrin om, at al autoritet udgik fra Gud, og at der på jorden fandtes et verdsligt og et åndeligt sværd. Fyrsterne, kongerne og kejseren skulle stå for det verdslige sværd, dvs. den juridiske og politiske orden, mens biskopperne og præsterne førte det åndelige sværd i samfundet. Gelasius mente dog, at den gejstlige myndighed stod højere end det verdslige, da det evige liv var vigtigst af alt. 
Denne konflikt mellem kirke og stat forblev delvist uløst indtil slutning af middelalderen. Samtidig betød det, at ingen af parterne kunne opnå fuldt herredømme. På den måde slap man måske for tyranni og despotisk styre, som var tilfældet i andre lande.  De to sværd holdt hinanden stangen. De verdsliges styrke var politisk og militær magt, hvorimod de gejstlige havde åndelig indflydelse og samtidig rådede over store økonomiske ressourcer.  
I sidste ende var striden med til at fremme ideen om en sekulær stat og selvstændiggørelse af det politiske system.      
Reformpaverne fra midten af 1000-tallet ville rense kirken, og derfor opfordrede de riddere og fyrster til at bekæmpe utugt og simoni i gejstligheden. Gregor d. 7. udtrykker det i et brev: "i gejstligheden med magt om nødvendigt" i 1075. Han forsvarede anvendelse af krig med kirkefaderens Augustins tanker om retfærdig krig ved, at den skulle have et legitimt formål, være for en retfærdig sag og have kirkens autorisation.
Gregor mente, at syndige præster godt kunne opretholde deres sakramentale beføjelser og skelnede mellem deres livsførelse og deres åndelige arbejde. Gregor og reformpartiet ansporede også til voldelige reaktioner, der kunne føre til mord i visse tilfælde, f.eks under optøjer, hvor nogle blev dræbt. På et tidspunkt opfordrede han byboere i Norditalien til at angribe deres herskere for at fratage dem deres magt pga. syndig livsførelse. Pave Gregor d. 7. syslede også med planer om at gå i krig mod tyrkerne i øst. Disse planer blev aldrig til noget, men var en forløber for det 1. korstog.